# Lispocephala parilis
Lispocephala parilis este o specie de muște din genul Lispocephala, familia Muscidae, descrisă de Hardy în anul 1981. Conform Catalogue of Life specia Lispocephala parilis nu are subspecii cunoscute.